# Båfallstjärnen
Båfallstjärnen är en sjö i Storfors kommun i Värmland och ingår i Göta älvs huvudavrinningsområde.